# Атлантичний дивізіон НХЛ
Атланти́чний дивізіо́н Національної хокейної ліги був сформуваний у 1993 році у складі Східної Конференції. Попередником Атлантичного дивізіону був дивізіон Патрик.

## Команди
- Баффало Сейбрс
- Бостон Брюїнс
- Детройт Ред Вінгз
- Монреаль Канадієнс
- Оттава Сенаторс
- Тампа-Бей Лайтнінг
- Торонто Мейпл Ліфс
- Флорида Пантерс

## Зміни структури дивізіону

### 1993—1998
- Вашингтон Кепіталс
- Нью-Джерсі Девілс
- Нью-Йорк Айлендерс
- Нью-Йорк Рейнджерс
- Тампа-Бей Лайтнінг
- Філадельфія Флайєрс
- Флорида Пантерс

#### Зміни після сезону 1992—1993
- Створено Атлантичний дивізіон, як результат перерозташування ліги.
- Нью-Джерсі Девілс, Нью-Йорк Айлендерс, Нью-Йорк Рейнджерс, Філадельфія Флайєрс і Вашингтон Кепіталс прийшли з дивізіону Патрик.
- Тампа-Бей Лайтнінг прийшла з дивізіону Норрис.
- У дивізіон прийняли команду Флорида Пантерс.

### 1998—2013
- Нью-Джерсі Девілс
- Нью-Йорк Айлендерс
- Нью-Йорк Рейнджерс
- Піттсбург Пінгвінс
- Філадельфія Флайєрс

Зміни після сезону 1997—1998
- Флорида Пантерс, Тампа-Бей Лайтнінг і Вашингтон Кепіталс виїхали до Південно-східного дивізіону
- Піттсбург Пінгвінс прийшли з Північно-східного дивізіону

### З 2013
- Баффало Сейбрс
- Бостон Брюїнс
- Детройт Ред Вінгз
- Монреаль Канадієнс
- Оттава Сенаторс
- Торонто Мейпл Ліфс
- Тампа-Бей Лайтнінг
- Флорида Пантерс

Зміни
- Нью-Джерсі Девілс, Нью-Йорк Айлендерс, Нью-Йорк Рейнджерс та Піттсбург Пінгвінс переведенні до Столичного дивізіону.
- Баффало Сейбрс, Бостон Брюїнс, Монреаль Канадієнс, Оттава Сенаторс та Торонто Мейпл Ліфс переведенні зі скасованого Північно-східного дивізіону.
- Тампа-Бей Лайтнінг та Флорида Пантерс переведені зі скасованого Південно-східного дивізіону.
- Детройт Ред Вінгз переведений з Центрального дивізіону.

## Переможці чемпіонату дивізіону
- 1994 — Нью-Йорк Рейнджерс
- 1995 — Філадельфія Флайєрс
- 1996 — Філадельфія Флайєрс
- 1997 — Нью-Джерсі Девілс
- 1998 — Нью-Джерсі Девілс
- 1999 — Нью-Джерсі Девілс
- 2000 — Філадельфія Флайєрс
- 2001 — Нью-Джерсі Девілс
- 2002 — Філадельфія Флайєрс
- 2003 — Нью-Джерсі Девілс
- 2004 — Філадельфія Флайєрс
- 2005 — сезон не відбувся
- 2006 — Нью-Джерсі Девілс
- 2007 — Нью-Джерсі Девілс
- 2008 — Піттсбург Пінгвінс
- 2009 — Нью-Джерсі Девілс
- 2010 — Нью-Джерсі Девілс
- 2011 — Філадельфія Флайєрс
- 2012 — Нью-Йорк Рейнджерс
- 2013 — Піттсбург Пінгвінс
- 2014 — Бостон Брюїнс
- 2015 — Монреаль Канадієнс
- 2016 — Флорида Пантерс
- 2017 — Монреаль Канадієнс
- 2018 — Тампа-Бей Лайтнінг
- 2019 — Тампа-Бей Лайтнінг
- 2020 — Бостон Брюїнс
- 2022 — Флорида Пантерс
- 2023 — Бостон Брюїнс
- 2024 — Флорида Пантерс
- 2025 — Торонто Мейпл Ліфс

## Володарі кубка Стенлі
- 1994 — Нью-Йорк Рейнджерс
- 1995 — Нью-Джерсі Девілс
- 2000 — Нью-Джерсі Девілс
- 2003 — Нью-Джерсі Девілс
- 2009 — Піттсбург Пінгвінс
- 2020 — Тампа-Бей Лайтнінг
- 2021 — Тампа-Бей Лайтнінг
- 2024 — Флорида Пантерс

## Число перемог у дивізіоні за командою
| Команда             | Число перемог у дивізіоні | Рік останньої перемоги |
| ------------------- | ------------------------- | ---------------------- |
| Нью-Джерсі Девілс   | 9                         | 2010                   |
| Філадельфія Флайєрс | 6                         | 2011                   |
| Бостон Брюїнс       | 3                         | 2023                   |
| Флорида Пантерс     | 3                         | 2024                   |
| Нью-Йорк Рейнджерс  | 2                         | 2012                   |
| Піттсбург Пінгвінс  | 2                         | 2013                   |
| Монреаль Канадієнс  | 2                         | 2017                   |
| Тампа-Бей Лайтнінг  | 2                         | 2019                   |
| Торонто Мейпл Ліфс  | 1                         | 2025                   |